# Aerometro

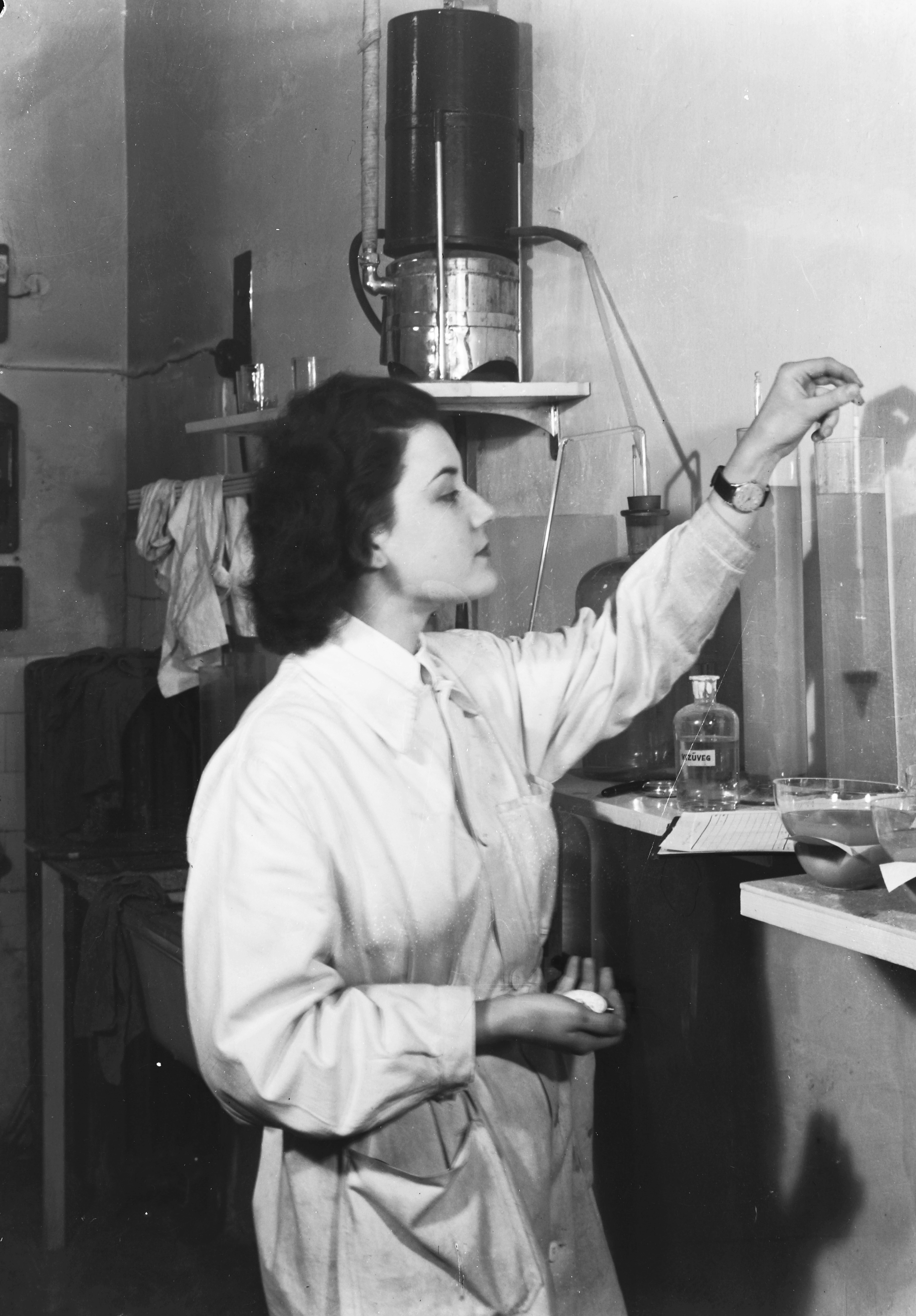
Aerometro in uso in un laboratorio

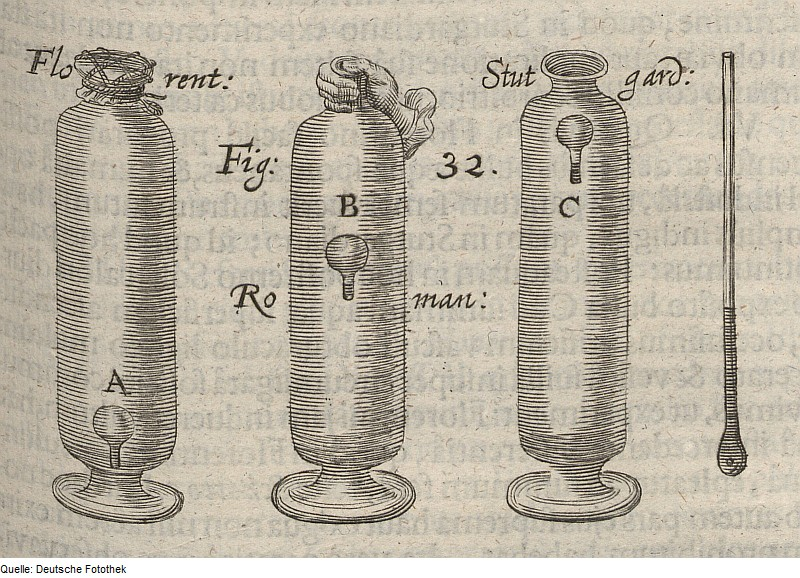
Disegno del 1685 sul funzionamento di un aerometro

L'aerometro è uno strumento progettato per misurare la densità dell'aria e di alcuni gas.

## Descrizione
La parola "aerometro" (o Ärometer, dal greco antico ἀήρ - aer, "aria" e μέτρον - métron, "misura, scala") si riferisce a vari tipi di dispositivi per la misurazione o la manipolazione di gas. Gli strumenti chiamati con questo nome possono essere utilizzati per misurare vari parametri tra cui: la densità, il flusso, la quantità o qualche altro parametro dell'aria o di un determinato gas.
Un altro strumento chiamato "areometro" (dal greco antico lightραιός -araiós " leggerezza " e μέτρον -métron "misura, scala"), noto anche come densimetro, da non confondere con l'aerometro, viene utilizzato invece per misurare la densità dei liquidi.

## Tipi di aerometri
- aerometro di Hall.[1][3]
- aerometro di Hutchinson.[4]
- aerometro di Struve.[5][6]
- aerometro di Scheurer.[senza fonte]
- aerometro di Smith.[7][8]
- aerometro di Frøkjær-Jensen.[9][10]